# Paolo Francesco Carli
Paolo Francesco Carli (Monsummano Terme, 10 novembre 1652 – Monsummano Terme, 7 maggio 1725) fu un abate e poeta satirico italiano.

## Biografia
Nato da Sebastiano, trascorse buona parte della sua esistenza a Borgo a Buggiano, presso la Villa Bellavista dei marchesi Feroni. Qui portò avanti gli studi sacri e profani e avviò la sua produzione poetica, ispirandosi a Francesco Berni. Vittima prescelta di molti suoi versi satirici fu un prete di Borgo a Buggiano, maestro pubblico, tale Don Giovan Paolo Lucardesi, il quale, tronfio di prosopopea letteraria, in un suo sonetto inserì un terribile strafalcione teologico, dicendo che Cristo era “crocifisso e trino”. 
Il Lucardesi è soprannominato dalla salace ironia del Carli “Bietolone da Lucardo”, il moltiplicatore di "Cristi".
Morì nella sua Monsummano e fu sepolto nella Basilica della Fontenuova.

## Opere
- La svinatura in Valdinievole - idillio giocoso.